# Jean François-Poncet
Jean François-Poncet (Parigi, 8 dicembre 1928 – Parigi, 18 luglio 2012) è stato un politico francese, ministro degli affari esteri della Repubblica francese dal 1978 al 1981.
Era figlio del diplomatico André François-Poncet.